# Карабига
Карабига (тур. Karabiga) — город в Турции, на северо-западе Малой Азии, в северной, так называемой Малой Мисии, на берегу залива Эрдек Мраморного моря (Пропонтиды), севернее устья реки Коджабаш (Бига, в древности — Граник). Расположен к востоку от древнего города Парий (ныне Кемер) и к западу от древнего города Кизик. Административно относится к району Бига в иле Чанаккале.
В древности известен как Приап (др.-греч. Πρίαπος, лат. Priapus). Согласно Страбону, был основан милетцами или кизикцами и назван в честь одноимённого древнегреческого бога. Колония Милета. До 334 года до н. э. Приап входил в состав государства Ахеменидов. Упоминался Аррианом в связи с мирным подчинением Александру Македонскому и направлением в город гарнизона во главе с Панегором.